# PUMA
PUMA（中文名彪马）是一間德國體育用品製造商，前身是1924年由鲁道夫·達斯勒和阿道夫·達斯勒兩兄弟共同建立的「達斯勒兄弟鞋廠」，1948年以「魯道夫·達斯勒」名和姓的首音節命名為「RUDA」，後來改名為「PUMA」（意為美洲獅）服裝及運動鞋設計，通常都可見到美洲獅和跑道流線標誌，現為開雲集團旗下品牌。PUMA與愛迪達同為1970與1980年代嘻哈文化代表物之一。

## 簡介
PUMA的前身是1927年7月由鲁道夫·達斯勒和阿道夫·達斯勒兩兄弟共同建立的「達斯勒兄弟鞋廠」（德語：Schuhfabrik Gebrüder Dassler）。1936年柏林奧運會期間，達斯勒兄弟力排眾議向美國黑人運動員傑西·歐文斯提供鞋釘，結果歐文斯連奪四枚奧運金牌，達斯勒兄弟鞋廠也一炮而紅。
但是後來的一場誤會引發了兩兄弟的不和：1943年，二次大戰期間，有一次鲁道夫一家人為了躲避盟軍的轟炸而躲到了阿道夫一家的防空洞裏面，阿道夫不經意地說了一句：「那些死雜種又來了」。後來阿道夫解釋「死雜種」指的是盟軍的軍機飛行員，但是魯道夫卻認為「死雜種」指的是自己一家人。後來魯道夫被美軍俘獲，魯道夫更加相信是阿道夫向美軍出賣了自己。二戰結束後，達斯勒兄弟鞋廠復業，有47名員工，並以帆布與美軍燃油槽提煉出合成橡膠，製成戰後第一款運動鞋。
但兄弟二人的不和最終導致他們在1948年分道揚鑣：阿道夫另外建立了自己的品牌「愛迪達」；而魯道夫則在黑措根奥拉赫河的另一邊建立了自己的品牌，一開始以「鲁道夫·達斯勒」名和姓的首音節命名為“Ruda”（源自魯道夫的“Ru”和達斯勒的“Da”），後來改名為「Puma」（意思是「美洲獅」）。
據說兩兄弟直到離世也沒有再往來過，甚至身故後也不願葬在對方身邊。直到2009年愛迪達和PUMA兩間企業的員工在黑措根奥拉赫舉行了一場足球友誼賽，為兩兄弟之間長達一甲子的齟齬，象徵性地劃下了句點。
1986年PUMA加入慕尼黑與法蘭克福的證券交易所。
2003年公司的資產達到12億歐元，
2006年公司利潤2.63億歐元。
2007年底，PUMA有9,204名員工，並販賣產品至超過80個國家。銷售額23.7億歐元，並被開雲集團併購。
2009年，愛迪達和PUMA兩間企業的員工在黑措根奥拉赫舉行了一場足球友誼賽，為兩兄弟之間長達60年的不和象徵性地劃上了句號。
2010年，從財富品牌手中購入眼鏡蛇高爾夫100%的股份。
2018年開雲集團宣布将其持有Puma的70％的股份分配给其股东，

## 聯乘
2018年也月，韓國設計師品牌 Ader Error 與運動品牌Puma聯乘，把Puma 來自八十年代的經典鞋履設計系列 RS-series復刻，特別之處是鞋跟附近的部位有一USB插頭細節。

## 赞助
PUMA贊助的頂級足球聯賽隊伍有：

- 英格蘭超級足球聯賽：曼城
- 西班牙甲組足球聯賽：阿拉維斯、赫罗纳、華倫西亞
- 意大利甲組足球聯賽：AC米蘭、帕爾馬、薩斯索羅
- 德國甲組足球聯賽：多蒙特、海登海姆、萊比錫、慕遜加柏、聖保利
- 法國甲組足球聯賽：朗斯、馬賽、雷恩
- 奧地利足球超級聯賽：維也納迅速、薩爾斯堡、WSG提洛爾（英语：WSG Swarovski Tirol）
- 白俄羅斯足球超級聯賽：巴迪
- 比利時職業聯賽：布魯日舒高（自2025–26赛季起）
- 保加利亞足球甲級聯賽：1948中央陸軍（英语：FC CSKA 1948 Sofia）
- 塞浦路斯甲組足球聯賽：AEK拉亞拿卡、帕福斯
- 捷克甲組足球聯賽：波希美恩斯1905、波利斯拉夫、斯洛華高
- 丹麥足球超級聯賽：米迪蘭特、兰讷斯
- 法羅群島足球超級聯賽：KI克拉克斯維克
- 芬蘭足球超級聯賽：哈卡、漢卡、馬利漢、科特卡工人、庫普斯
- 希臘足球超級聯賽：OFI克里特
- 匈牙利足球甲級聯賽：烏伊佩斯特
- 以色列超級足球聯賽：特拉維夫馬卡比（自2025–26赛季起）
- 馬耳他足球超級聯賽：哈姆倫斯巴達足球會
- 荷蘭甲組足球聯賽：PSV燕豪芬
- 北愛爾蘭足球超級聯賽：卡域克流浪
- 挪威足球超級聯賽：咸卡、利尼史特朗、史卓加斯特
- 波蘭足球甲級聯賽：克拉科維亞
- 葡萄牙足球超級聯賽：布拉加、法馬利卡奧（英语：F.C. Famalicão）（自2025–26赛季起）、唐迪拉（自2025–26赛季起）
- 羅馬尼亞足球甲級聯賽：卡拉奧華大學
- 斯洛伐克足球超級聯賽：斯卡利察
- 斯洛維尼亞足球甲級聯賽：奧林匹亞
- 瑞典足球超級聯賽：赫根、咸史達斯、華納莫、馬模、米贊比
- 瑞士超級足球聯賽：伊華東
- 土耳其足球超級聯賽：阿拉尼亞（英语：Alanyaspor）、巴沙克舒希、加拉塔沙雷、卡森柏沙
- 烏克蘭足球超級聯賽：薩克達、索爾亞
- 南非足球超級聯賽：馬姆洛迪辛當斯
- 阿根廷足球甲級聯賽：獨立隊
- 玻利維亞足球甲級聯賽：玻利瓦爾
- 巴西足球甲級聯賽：彭美拉斯、巴拉干天奴紅牛（自2025赛季起）
- 厄瓜多爾甲組足球聯賽：基多大學
- 巴拉圭足球甲級聯賽：波特諾、利伯泰迪
- 烏拉圭足球甲級聯賽：防衛者、蒙特維多城扭矩、佩納羅爾
- 澳洲職業足球聯賽：墨爾本城
- 香港超級足球聯賽：港會（自2025–26赛季起）
- 日本J1聯賽：川崎前鋒、京都不死鳥、清水心跳、橫濱FC
- 印度超級聯賽：班加羅爾、孟買城
- K聯賽1：大田韓亞市民、浦項製鐵
- 馬來西亞超級足球聯賽：汶萊DPMM（自2025–26赛季起）
- 卡塔爾星級足球聯賽：艾杜哈尼
- 沙烏地職業足球聯賽：希拉爾
- 墨西哥超級足球聯賽：瓜達拉哈拉、蒙特雷
- 中国女子足球超级联赛：武汉车谷江大

由PUMA設計球衣的國家足球隊包括：

- 歐洲：奧地利、捷克、冰島、以色列、葡萄牙（自2025年起）、塞爾維亞、瑞士
- 亞洲：巴林（自2023年起）、馬來西亞（自2025年起）、菲律賓（自2024年起）
- 大洋洲：紐西蘭（自2024年起）
- 南美洲：巴拉圭
- 非洲：埃及、加納、畿內亞、科特迪瓦、摩洛哥、利比里亞、塞内加尔、多哥

PUMA亦赞助了许多足球员，其中以内马尔、蒂埃里·亨利、阿奎罗、埃托奥、托马什·罗西基、马尔科·罗伊斯、巴卡雷·萨尼亚、亚亚·图雷、布冯、奥利弗·吉鲁、巴洛特利、基耶利尼、米克尔·阿特塔及法布雷加斯等人最为著名。
多個國家主要足球聯賽的比賽用球均使用PUMA，如西甲、意甲和英超（自2025-26賽季起）等。
PUMA赞助的田径选手中，最为人熟悉的为牙买加飞人保特。
在篮球运动上PUMA贊助NBA球員 Danny Green、 Rajon Rondo、 Rudy Gay與潛力新星Kyle Kuzma、R.J. Barrett，2019-20賽季明星賽灌籃大賽冠軍Derrick Jones Jr.、在2020-21賽季大放異彩的Deandre Ayton、及榮獲2020-21球季年度最佳新秀（Rookie of the Year）的LaMelo Ball，近年也进军中国CBA赞助行列，与赵继伟、王岚嵚、姜伟泽及邹阳等选手签约赞助。
PUMA在賽車界中贊助一級方程式賽車的法拉利車隊、威廉姆斯车队及Kick索伯StakeF1车队，此外还赞助BMW及保时捷两个品牌的所有赛车项目，更与法拉利、BMW及杜卡迪合作推出赛车鞋及周边服饰。

## 代言人

### 美国
- 席琳娜·戈梅茲[7]
- 魯迪·蓋伊
- 泰瑞·洛齊爾
- 迪馬克斯·卡森斯

### 英国
- 卡拉·迪瓦伊

### 巴貝多
- 蕾哈娜[8]

### 巴哈馬
- 德安德魯·艾頓

### 中國大陆
- 鹿晗
- 楊洋   注：因为反对该公司对维吾尔族种族灭绝的指控，已终止与该公司合作。[9]
- 刘雯 注：因为反对该公司对维吾尔族种族灭绝的指控，已终止于该公司合作。[10]
- 刘昊然 注：因为反对该公司对维吾尔族种族灭绝的指控，已终止与该公司合作。[9]
- 李现  注：因为反对该公司对维吾尔族种族灭绝的指控，已终止与该公司合作。[9]

### 韓国
- 防彈少年團
- BLACKPINK
- NCT 127

### 台灣
- 蔡依林[11]
- 瘦子E.SO
- 吳卓源Julia
- 謝欣穎
- 黃宣

## 市場主要競爭對手
彪馬的市場對手有：
- Adidas
- Asics
- Converse
- Fila
- Mizuno
- New Balance
- NIKE
- Reebok
- Under Armour
- Vans

## 外部連結
- PUMA德國官方購物網站 （页面存档备份，存于）
  - PUMA的Facebook專頁
  - PUMA的X（前Twitter）
  - PUMA的Instagram帳戶
  - YouTube上的PUMA頻道
- PUMA台灣官方購物網站 （页面存档备份，存于）
  - PUMA的Facebook專頁
- PUMA香港官方網上商店 （页面存档备份，存于）
  - PUMA的Facebook專頁
- PUMA彪马中国官方商城 （页面存档备份，存于）